# Anna Llisterri i Boix
Anna Llisterri i Boix   (Barcelona, 1969) és una filologa i traductora catalana. Ha traduït al català quaranta (2017) llibres, principalment de l'anglès.
Com a membre de l'Associació de Traductors i Intèrprets de Catalunya el 2008 va col·laborar en la creació de l'Associació Professional de Traductors i Intèrprets de Catalunya de la qual va ser secretària el primer any. Va ser una de les cinc traductores de les novel·les de la sèrie Cançó de gel i foc de George R. R. Martin.

## Obres destacades
- Anthony Cartwright, La Bretxa (2020)[4]
- Stephen Fry, Mites (2019)[5]
- Bernard Maclaverty, Vacances d'hivern (2019)[6]
- Susan Sontag, Sobre la fotografia (2019) Pere Antoni Pons: «La traducció d'Anna Llisterri s'intueix meticulosa i solvent.»[7]
- Rob Biddulph, Enfonsat (2017)[8]
- Michael McDowell, Blackwater (2024)[9]